# لي واي ليم
لي واي ليم (بالصينية: 李威廉) (5 مايو 1981 بالمقاطعة الشمالية في الصين - ) هو لاعب كرة قدم صيني في مركز جناح ‏. شارك مع منتخب هونغ كونغ لكرة القدم. أما مع النوادي، فقد لعب مع نادي جنوب الصين ونادي تاي بو.

## وصلات خارجية
- لي واي ليم على موقع قاعدة بيانات كرة القدم.إي يو (الإنجليزية)
- لي واي ليم على موقع ناشيونال فوتبول تيمز (الإنجليزية)